# Święta Madelberta
Madelberta z Maubeuge, również Madalberta (ur. ?, zm. 705 w Maubeuge) – ksieni i święta Kościoła katolickiego.
Była jedną z czworga dzieci św. Wincentego Madelgariusza z Soignies (niderl. Zinnik w Belgii) i św. Waldetrudy. Po śmierci siostry św. Adeltrudy, w 696 roku została jej następczynią w klasztorze wybudowanym przez ich ciotkę św. Adelgundę.
Jej żywot został napisany w X wieku. Szczególnym miejscem jej kultu jest od VIII wieku Liège dokąd przeniesiono jej relikwie.
Wspomnienie liturgiczne św. Madelberty obchodzone jest 7 września.